# Заполье (Калинковичский район)
Заполье (бел. Заполле) — деревня в Шиичском сельсовете Калинковичского района Гомельской области Беларуси.

## География

### Расположение
В 12 км на север от Калинкович, 9 км от железнодорожной станции Горочичи (на линии Жлобин — Калинковичи), 134 км от Гомеля.

### Гидрография
На севере река Обедовка (приток реки Ненач).

## Транспортная сеть
Транспортные связи по просёлочной, затем автомобильной дороге Гомель — Лунинец. Планировка состоит из прямолинейной улицы, близкой к широтной ориентации, к которой с юга присоединяется короткая, изогнутая улица. Застройка деревянная усадебного типа.

## История
По письменным источникам известна с XVIII века как деревня в Мозырском повете Минского воеводства Великого княжества Литовского. Под 1774 год обозначена в документах о границах деревни из соседними селениями. После 2-го раздела Речи Посполитой (1793 год) в составе Российской империи. В 1795 году в Суховичском старостве. По ревизским материалам 1850 года собственность казны. В 1879 году обозначена как селение в Суховичском церковном приходе. Согласно переписи 1897 года действовал хлебозапасный магазин. В 1908 году в Дудичской волости Речицкого уезда Минской губернии.
В 1929 году организован колхоз „Красное Заполье“, работали кузница, конная круподёрка. 52 жителя погибли на фронте. Во время Великой Отечественной войны была захвачена немецкими войсками, а 12 января 1944 года освобождена от немецких оккупантов частями  75-й гвардейской стрелковой дивизии . В составе агрофирмы „Ненач“ (центр — деревня Шиичи)).

## Население

### Численность
- 2004 год — 32 хозяйства, 68 жителей.

### Динамика
- 1795 год — 20 дворов.
- 1800 год — 75 жителей.
- 1834 год — 27 дворов.
- 1850 год — 35 дворов 181 житель.
- 1897 год — 55 дворов, 353 жителя (согласно переписи).
- 1908 год — 58 дворов, 385 жителей.
- 1959 год — 248 жителей (согласно переписи).
- 2004 год — 32 хозяйства, 68 жителей.